# おはよう、いばら姫
『おはよう、いばら姫』（おはよう、いばらひめ、Good Morning, Little Briar-Rose. ）は、森野萌による日本の漫画作品。『デザート』（講談社）にて2015年1月号から2017年7月号まで連載された。単行本は全6巻。

## あらすじ
高校生の美郷哲は、卒業後就職を希望していたが、父親から大学進学するように促される。これに反発した哲は父親と対立する。ある日、家政婦紹介所を営む父親から提示された「3年間怠けずに働くこと」という条件を飲み込み、空澤家の家政夫としてアルバイトを始める。哲は空澤家の庭で空澤志津と出会う。しかし、そこで預金通帳を落とした哲は立ち入ってはならないという屋敷に訪れるが、そこで見たのは明朗な志津だった。志津からは通帳の返還と共に体を大切にすることと、再び会って欲しいことを頼まれる。後日、哲は志津と共に流星群の鑑賞に出掛ける。鑑賞中、哲は志津に恋心を抱いていることを自覚し、告白するが返事を引き延ばされる。だが翌日、哲は昨日とは変わって無気力な志津を見る。他人事のように振舞う志津を哲は受け入れられずその場から立ち去る。後日、志津から、体は女性であるが中身は男であることを打ち明けられる。この時、哲と会っているのは志津の体を借りているハルミチという男で、あの夜哲が告白したのは志津ではなくハルミチだった。この告白に哲は戸惑うが、次第に理解していく。
ある日、志津と外出し、その帰り際に立ち寄った学校のプールで、志津は霊に憑りつかれる。脳震盪で入院する志津の見舞いに訪れた哲に対し、空澤志信が志津の体を介して志津の体は霊に取り憑かれやすい憑依体質であることを伝える。その後、志津の母親・早苗に会った哲はアルバイトを辞める旨伝えたが、早苗から志津専属の家政夫としてこれからも続けるように頼まれる。なおも断ろうとする哲に沙苗は取引を持ち掛け、それを呑んだ哲は引き続き志津専属の家政夫として勤務することになる。ある日、哲は幼馴染にしてサッカー部の部長である上野千尋にサッカー部に戻るように勧誘される。哲は高校2年生の秋に退部届を出して以来、千尋を避けていた。しかし、千尋は哲が理由も告げずに退部届を出したことに納得していなかった。

## 登場人物
美郷 哲（みさと てつ）
本作の主人公。高校3年生の少年。空澤家の家政夫としてアルバイトしている。家政夫の他にも朝刊配達やファミリーレストランでもアルバイトをしている。家庭の事情から金にシビアで、預金通帳を常に携帯している。料理や掃除などの家事全般を得意とし、家政夫のアルバイトでもそれが発揮されている。手先も器用で、美郷美容室と称して女子の髪を結うなどヘアメイクもこなす。
サッカー好きで、小学生の頃より地元のクラブチームに所属し、高校でもサッカー部に所属していたが高校3年生の時点では退部している。一方、オカルトや怪奇現象などを苦手とする。
身長は162センチメートルと低身長でそれを気にしているため、周囲からそのことで弄られる度に怒っていたが、妹の涼に身長を抜かれてからは怒ることは少なくなった。しかし、度々中学生と間違われることがある。
父親と二人の妹と暮らしており、母親は入院している。
空澤 志津（からさわ しづ）
本作のヒロイン。19歳。長い黒髪の少女。自宅の敷地内にある離れの屋敷に一人で暮らしている。無気力な性格で感情表現に乏しく、口数が少ない。小学校の入学式以来、長らく屋敷の外から出ていないため、空澤家に仕える家政婦たちもその存在を知らなかった。周囲からは「屋敷の窓からこちらを覗く長い髪の少女」として数多くの目撃証言が出ている。
憑依体質で、死者の魂を呼び寄せていた。しかし、死者の魂から身体を守る力が不足しているため肉体を奪われやすい状況にあり、それを危惧した死者同士によって協定が組まれている。憑依される度に性格も変わるため、部屋は汚いが綺麗好きであるなど行動上の矛盾も生じている。しかし、両親は多重人格であると思い込んでいるため、数々の治療プログラムを施されたが、多重人格ではないため効果は表れず、見かねた両親に現在住んでいる屋敷に追いやられ、屋敷の外に出ることも禁じられる。
睡眠中や気絶中など志津が意識を失っている間に霊に憑依される。ただし、憑依した霊は物理的な攻撃を与えるか、精神攻撃を加えて志津の意識を呼び覚ますことによって追い出すことができる。
ハルミチ
志津の体を守るための協定に加入している男性。明朗快活で、スキンシップが多い。趣味は筋トレ。
空澤 志信（からさわ しのぶ）
志津の曽祖父にあたる男性。憑依されやすい志津の体を案じ、自らが中心となって協力者を探し、仲間となった者と志津の体を守るための協定を結んでいる。志津に憑依する際は眼鏡を掛けている。穏やかな性格で園芸を趣味とし、庭の植物の手入れをしている。
みれい
志津に憑依する霊の女性。男性好きでSNSを利用して交流を広めている。また、服飾類にも気を遣っている。片づけが不得意であるため部屋を散らかしている。
カナト
志津に憑依する小学生の少年。母親が入院する病室に訪れた哲の後を追い志津の体に憑依する。

美郷 涼（みさと りょう）
哲の妹。中学3年生。哲より背が高い。
美郷 鈴（みさと すず）
哲の妹。小学生。
空澤 早苗（からさわ さなえ）
志津の母親。哲の父親と関わりを持つ。
上野 千尋（うえの ちひろ）
哲の幼なじみ。サッカー部部長。
浜崎 ダニエル、宮窪（みやくぼ）
哲のクラスメイト。

## 書誌情報
- 森野萌『おはよう、いばら姫』講談社〈KC デザート〉、全6巻
  1. 2015年4月13日発行（同日発売[5]）、ISBN 978-4-06-365813-2
  2. 2015年9月11日発行（同日発売[6]）、ISBN 978-4-06-365832-3
  3. 2016年2月12日発行（同日発売[7]）、ISBN 978-4-06-365855-2
  4. 2016年7月13日発行（同日発売[8]）、ISBN 978-4-06-365871-2
  5. 2017年1月13日発行（同日発売[9]）、ISBN 978-4-06-365892-7
  6. 2017年7月13日発行（同日発売[10]）、ISBN 978-4-06-365914-6